# Parc national de l'île Curtis
Le parc national de l'île Curtis (en anglais : Curtis Island National Park) est un parc national australien se situant dans le Queensland, sur l'est de l'île Curtis.
Créé en 1909, il couvre une superficie de 15,5 km2 et est géré par le Queensland Parks and Wildlife Service.